# Alois Morgenstern
Alois Morgenstern, né le 13 juin 1954 à Spittal an der Drau, est un ancien skieur alpin autrichien.

## Coupe du Monde
- Meilleur classement final: 33e en 1977.
- Meilleur résultat: 3e.